# Ворожеева, Анна Ивановна
Анна Ивановна Ворожеева (1896, Астрахань, Российская империя — 1991, Алма-Ата) — советский партийный и государственный деятель. Нарком социального обеспечения Казахской АССР.

## Биография
Родилась в 1896 году в городе Астрахань в семье крестьянина.
С 14 лет начала трудовую деятельность. В 1910—1916 годах рабочая на рыбных промыслах в г. Астрахань.
В 1917—1919 годах рабочая уездного земельного отдела, санитарка в больнице в с. Алексеевка Акмолинского уезда Акмолинской губернии.
В 1921—1923 годах заведующая детским домом в г. Акмолинск.
В 1923—1928 годах заведующая отделом по работе среди женщин Петропавловского горкома ВКП(б).
В 1928—1930 годах заведующая бюро жалоб Наркомата рабоче-крестьянской инспекции Казахской АССР. С июня 1931 по июль 1932 года Нарком социального обеспечения Казахской АССР.
В 1932—1934 годах слушательница курсов марксизма-ленинизма при ЦК ВКП(б) в г.Москва.
В 1934—1939 годах заместитель начальника политического отдела, директор машинно-тракторной станции (Кромской район Орловской области).
В 1939—1941 годах директор коноплесеменной базы в г. Новгород-Северск Черниговской области.
В 1941—1943 года директор машинно-тракторной станции имени «Казахстанской правды» (Бель-Агачский район Семипалатинской области).
В 1943—1945 годах заместитель директора по административно-хозяйственной части Казахского сельскохозяйственного института.
В 1945—1946 годах председатель обкома профсоюза работников политпросвещения в г. Луцк, Западная Украина.
В 1946—1947 годах заведующая подсобным хозяйством агрономической школы на станции Токуши Северо-Казахстанской области.
В 1947—1950 годах председатель профсоюзного комитета Алма-Атинской швейной фабрики № 2.
31 января 1950 года Ворожеева была арестована по обвинению в «контрреволюционной агитации» (ст. 58-10 УК РСФСР) и 20 апреля 1951 года Алма-Атинским областным судом приговорена к 10 годам исправительно-трудовых лагерей. Наказание она отбывала в Чемолганском лагере МВД СССР, но в 1954 году была освобождена по амнистии. 29 декабря 1955 года Судебной коллегией по УД ВС СССР реабилитирована за отсутствием состава преступления.
С ноября 1977 года Анна Ивановна была персональным пенсионером союзного значения.
Скончалась 30 ноября 1991 года, похоронена на Центральном кладбище Алма-Аты.